# Teresa Strzembosz
Teresa Strzembosz (ur. 11 września 1930 w Warszawie, zm. 8 czerwca 1970 tamże) – polska działaczka katolicka, współtwórczyni ośrodków adopcyjno-opiekuńczych i domów samotnej matki.

## Życiorys
Córka Adama i Zofii z Gadomskich. Siostra Adama i Tomasza Strzemboszów. Absolwentka XXV Liceum Ogólnokształcące im. Józefa Wybickiego w Warszawie. Ukończyła Instytut Wyższej Kultury Chrześcijańskiej we Wrocławiu oraz studium felczerskie. Początkowo pracowała w pogotowiu ratunkowym w Otwocku, równocześnie rozwijając działalność charytatywną w obrębie instytucji kościelnych. Po odwilży gomułkowskiej współpracowała ze Stefanem Wyszyńskim. Zatrudniona w Spółdzielni Pracy „Ognisko” w Warszawie, organizowała Duszpasterstwo Służby Zdrowia, propagowała ideę opieki parafialnej nad przewlekle chorymi, pracowała społecznie w Towarzystwie Przyjaciół Dzieci, zakładała ośrodki adopcyjno-opiekuńcze. W 1958 założyła dom dla samotnej matki w Chyliczkach, noszący jej imię. Organizatorka i krajowa instruktorka poradnictwa dotyczącego naturalnej regulacji poczęć. Zmarła z powodu nowotworu. Została pochowana na warszawskich Powązkach (kwatera 261-6-18/19).

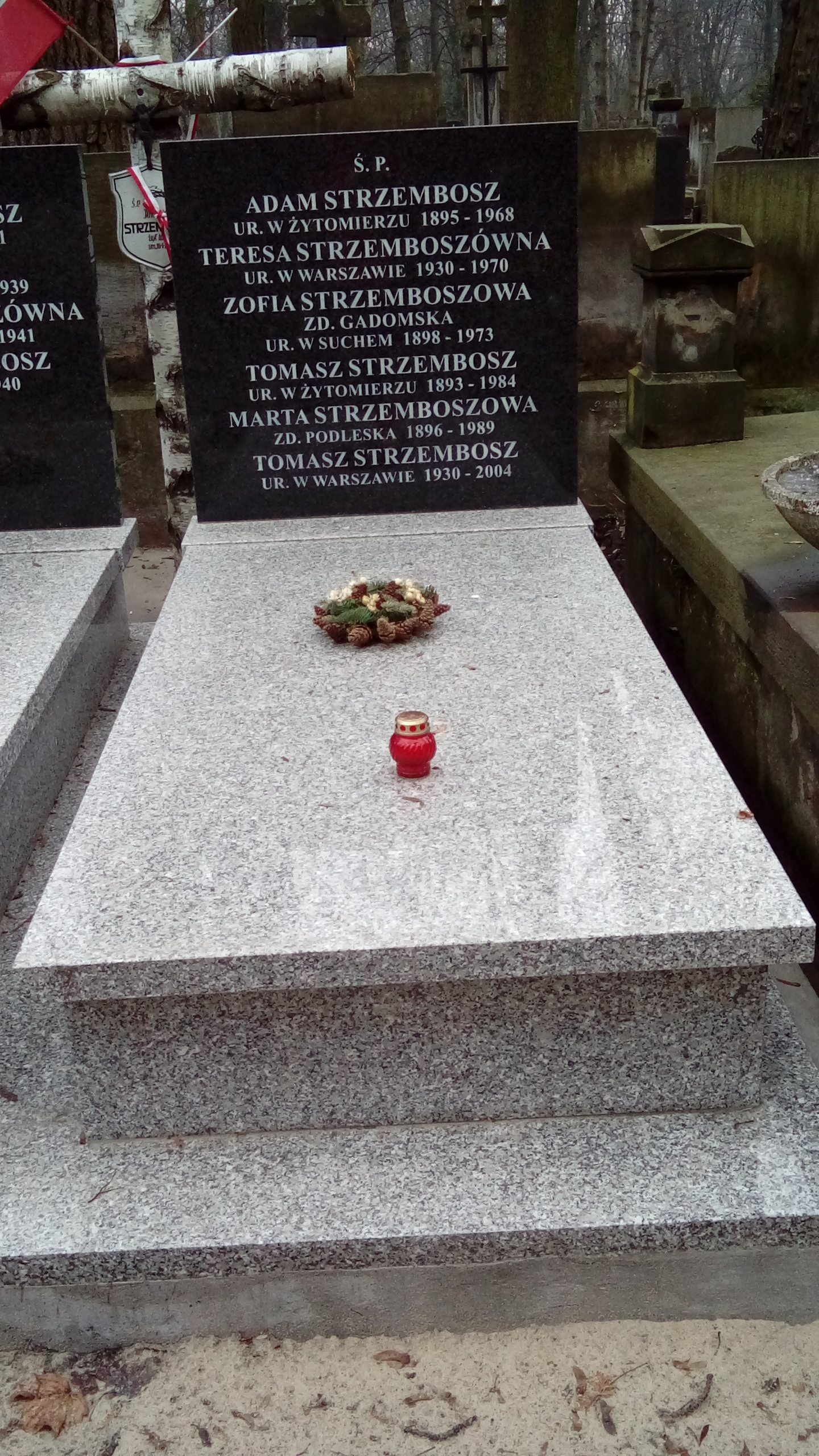
Grób Strzemboszów na cmentarzu Powązkowskim

## Upamiętnienie
O jej życiu i działalności Elżbieta Sujak napisała książkę pt. Charyzmat zaangażowania. Życie Teresy Strzembosz, wydaną przez Instytut Wydawniczy PAX w 1988 w Warszawie, a w 2010 w Łomiankach wydano książkę Benedykty Perzanowskiej zatytułowaną Teresa Strzembosz i jej dzieło poradnictwa rodzinnego w Polsce.